# Gare de Montpellier-Sud-de-France
Gare de Montpellier-Sud-de-France egy épülő vasútállomás Franciaországban, Montpellier közelében. Az állomás 2018. június 7-én nyílt meg.

## Vasútvonalak
Az állomást az alábbi vasútvonalak érintik:
- Nîmes–Montpellier nagysebességű vasútvonal

## Kapcsolódó állomások
A vasútállomáshoz az alábbi állomások vannak a legközelebb:
- Gare de Nîmes - Manduel - Redessan

## Képgaléria

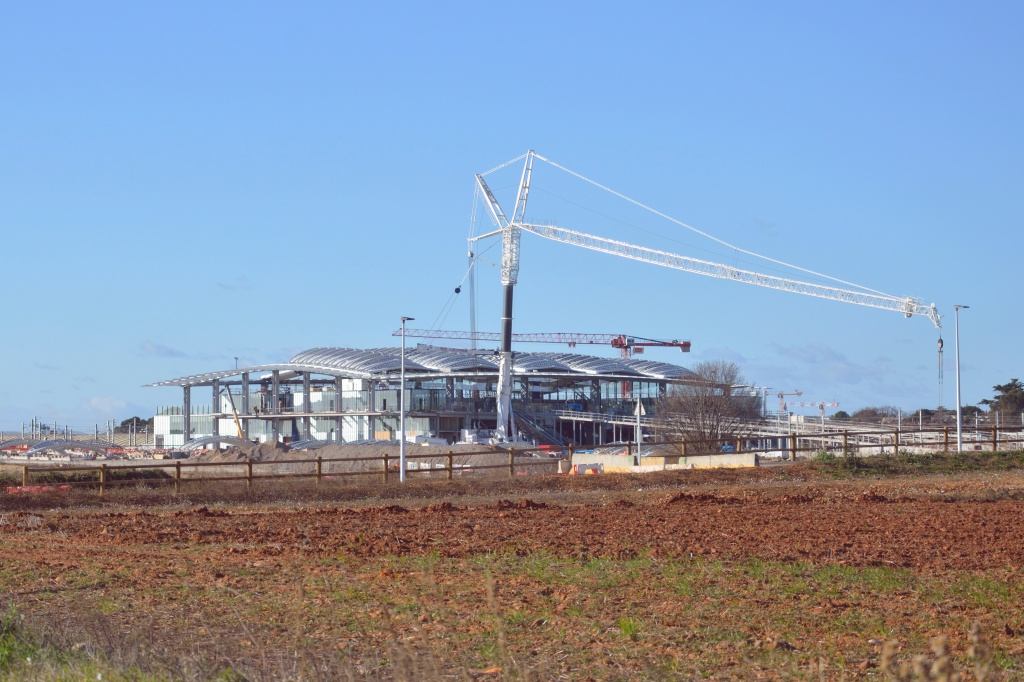
Az épülő állomás
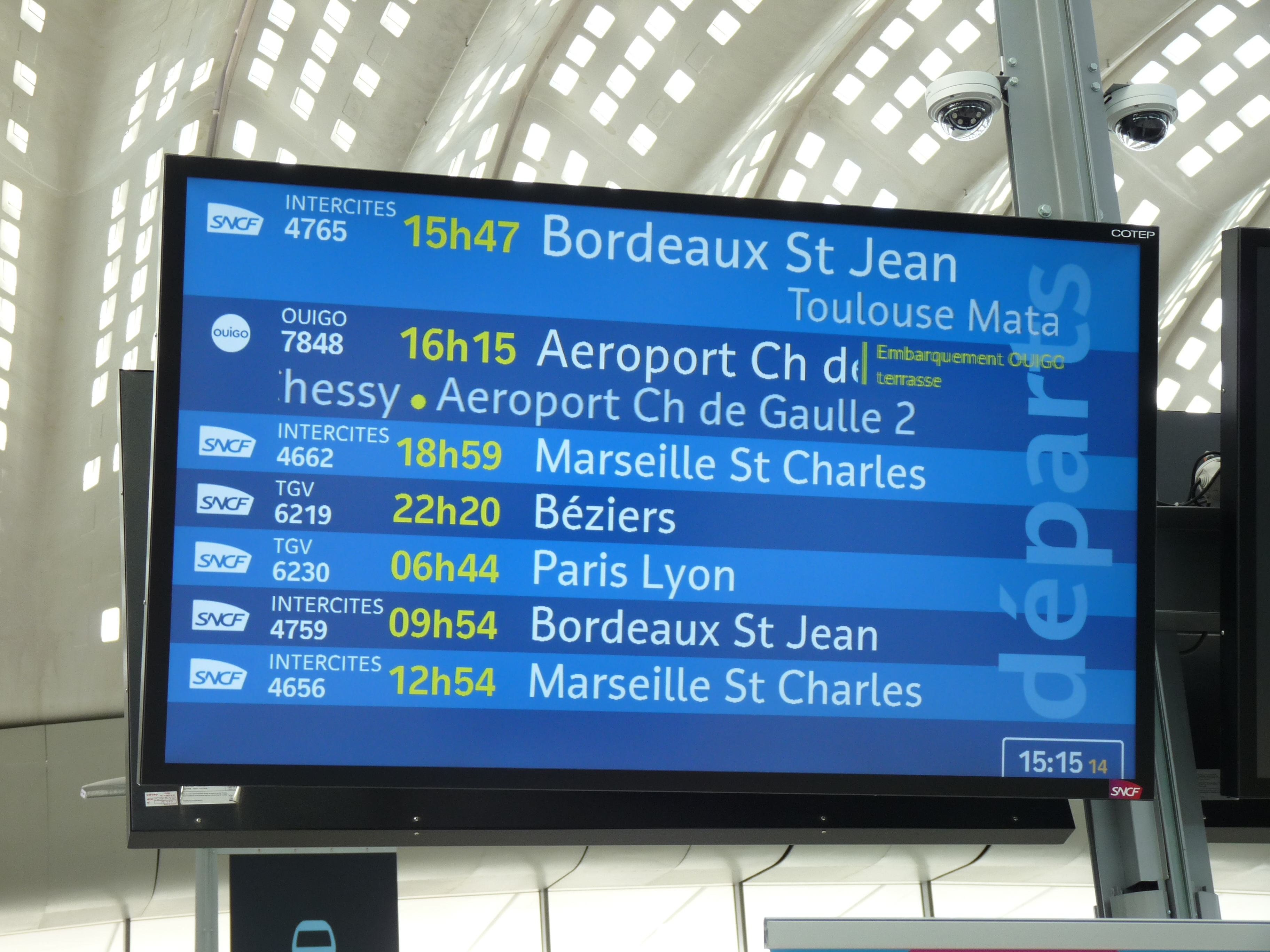
Utastájékoztató kijelző
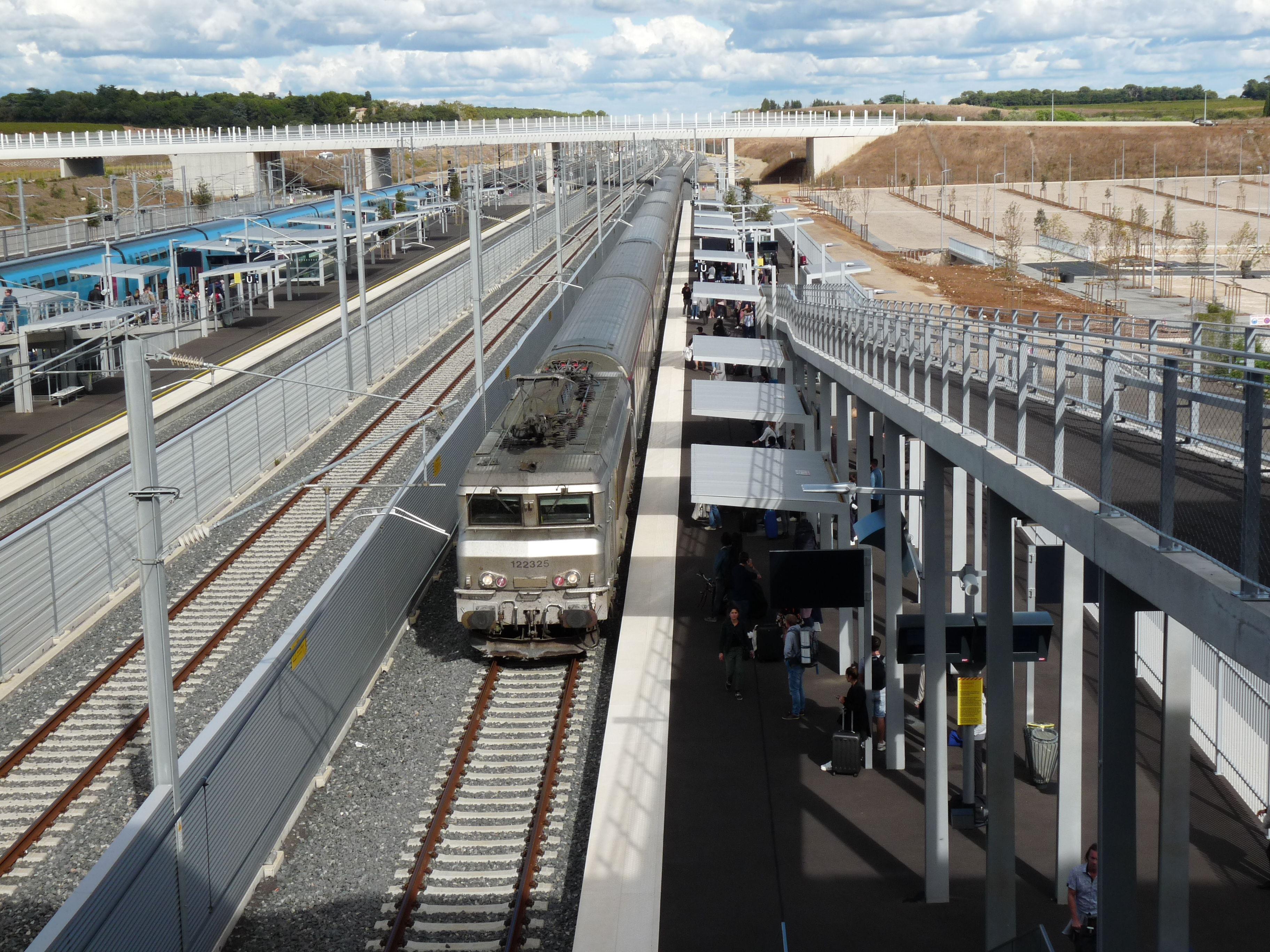
Intercités vonat érkezik az állomásra
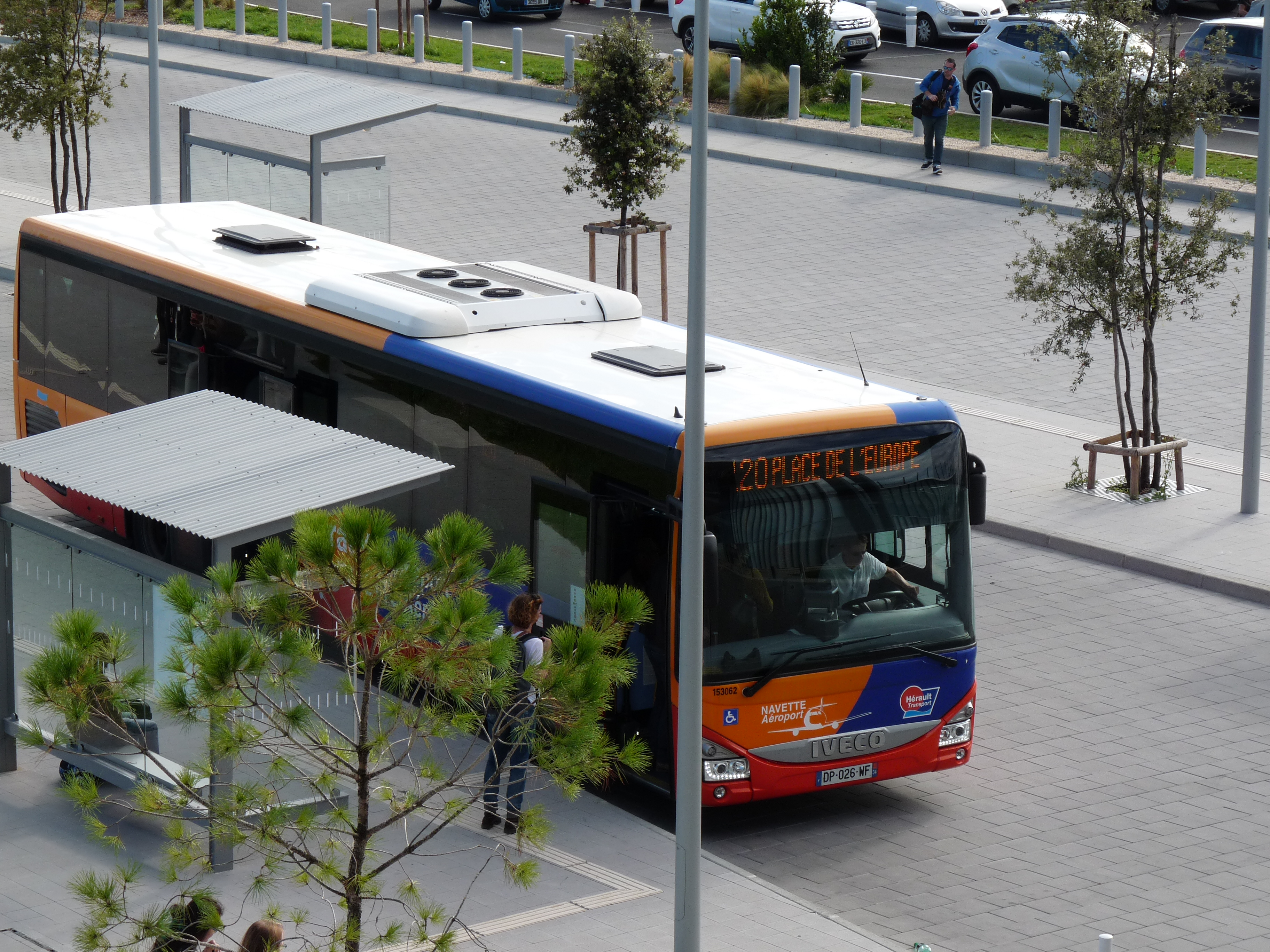
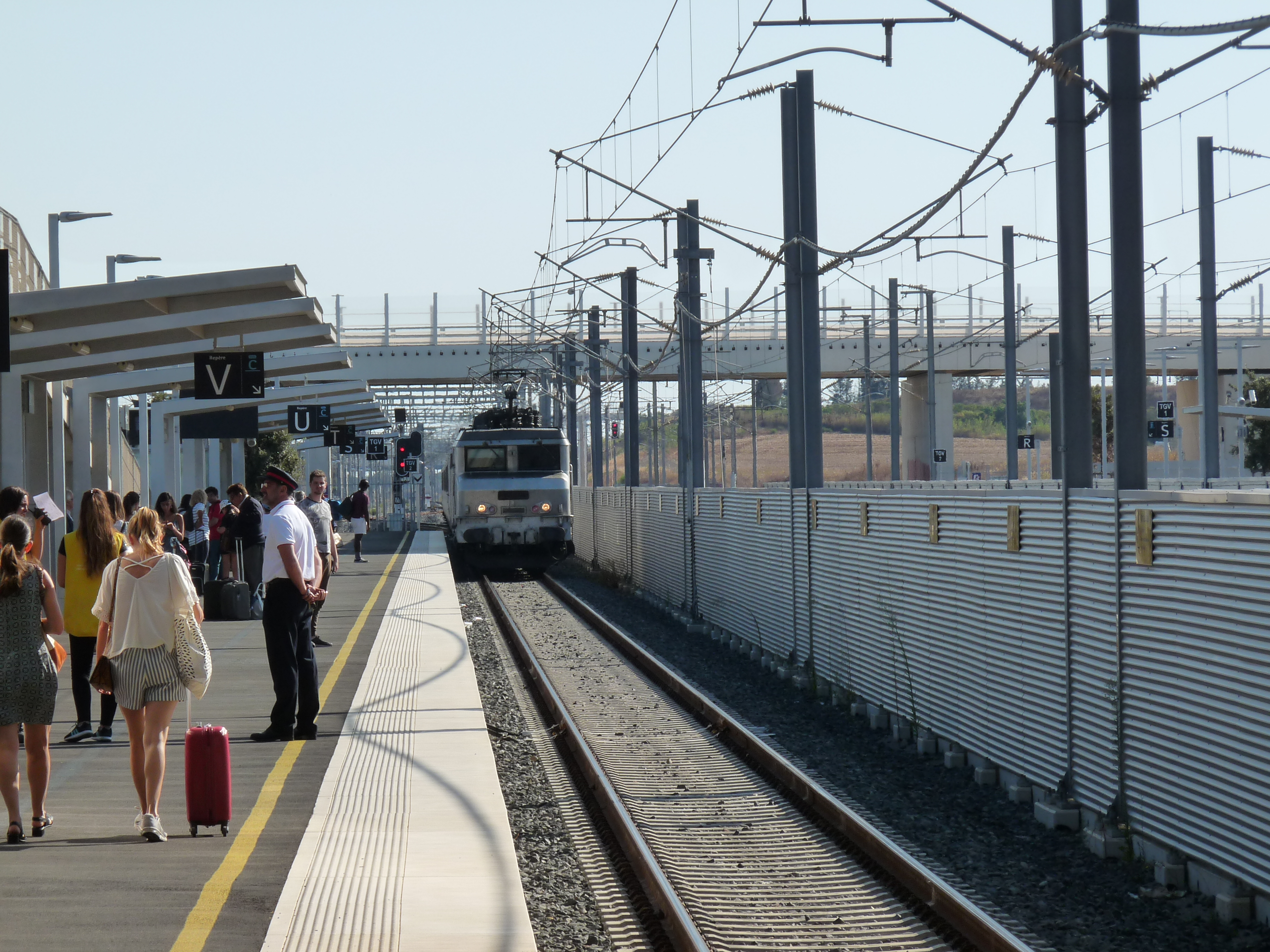
A peronok
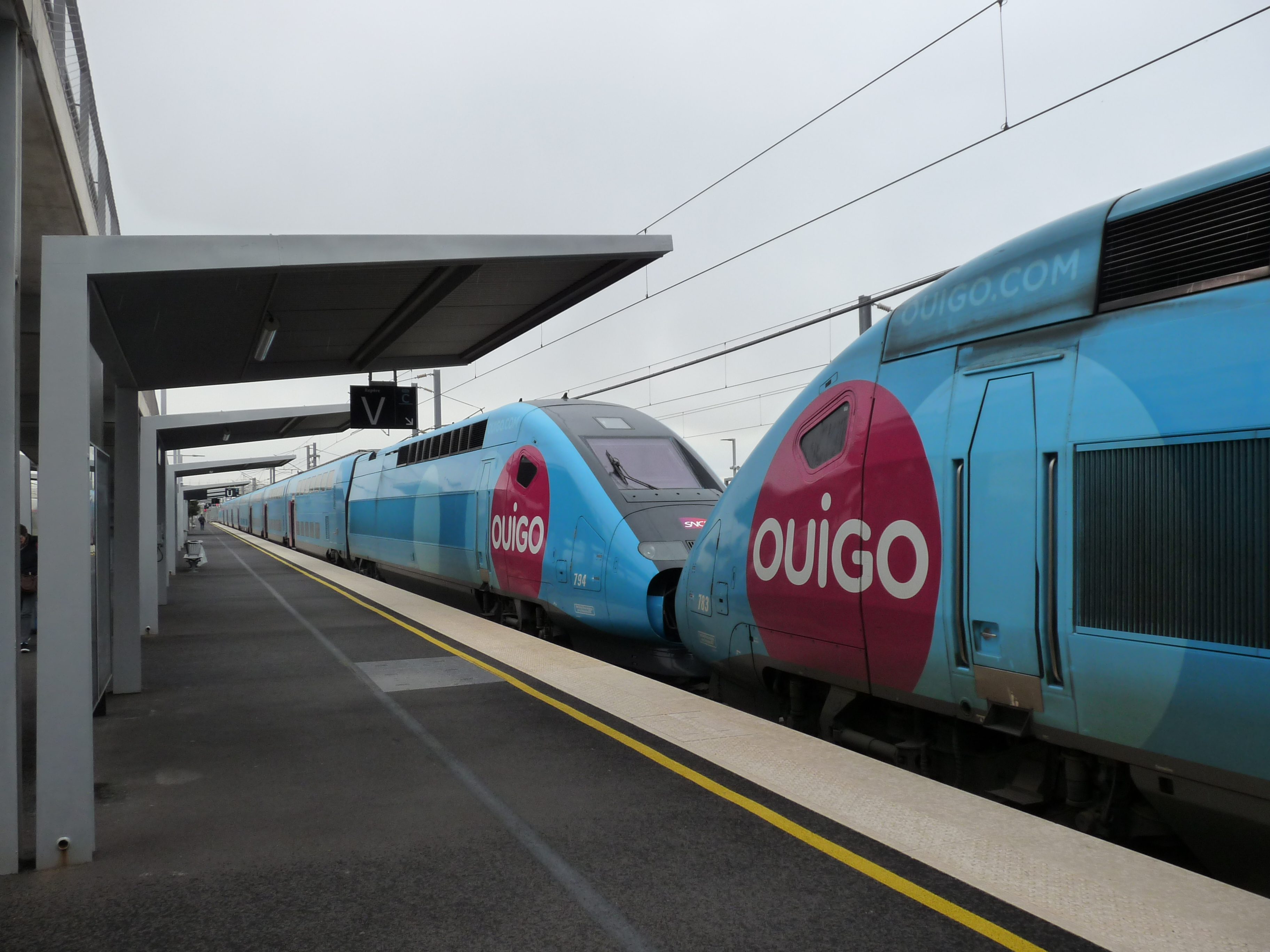
Ouigo járat az állomáson